# Avenul din Hoanca Urzicarului
Avenul din Hoanca Urzicarului (monument al naturii) este o arie protejată de interes național ce corespunde categoriei a III-a IUCN (rezervație naturală de tip speologic), situată vestul Transilvaniei pe teritoriul județului  Alba.

## Localizare
Aria naturală se află în extremitatea nord-estică a județului Alba (aproape de limita de graniță cu județul Bihor, pe teritoriul administrativ al comunei Roșia Montană (în nordul satului Vârtop), în apropiere de drumul național DN75 care leagă municipiul Turda de orașul Câmpeni.

## Descriere
Rezervația naturală a fost declarată arie protejată prin Legea Nr.5 din 6 martie 2000, publicată în Monitorul Oficial al României, Nr.152 din 12 aprilie 2000, privind aprobarea Planului de amenajare a teritoriului național - Secțiunea a III-a - zone protejate și ocupă o suprafață de 1 ha.
Avenul din Hoanca Urzicarului (cunoscut și sub numele de „Avenul Independenței”)  are o lungime totală a galeriilor ce însumează 1.125 m, și o denivelare ce se termină într-un sifon cu o adâncime de 286 m. și este inclus în Parcul Natural Apuseni. 
Aria protejată se află în Munții Bihorului (grupă montană a Munților Apuseni, aparținând de lanțul muntos al Carpaților Occidentali) la o altitudine de 1.710 m. și reprezintă un aven activ cu o intrare în forma unei guri de peșteră. 
Avenul este încadrat în „clasa B” conform Legii 462 din 18 iulie 2001, modificată și completată prin Legea Nr.354 din 19 iulie 2006 și ale Ordinului Ministerului Mediului și Gospodăririi Apelor din 22 iulie 2005 (privind clasificarea peșterilor). 